# Probnitz
Probnitz, polnisch Browiniec Polski (bis 1922: Polnisch Probnitz, 1936–1945: Proben) ist eine Ortschaft in der Gemeinde Zülz (Biała) im Powiat Prudnicki (Kreis Neustadt O.S.) in der polnischen Woiwodschaft Oppeln.

## Geographie

### Geographische Lage
Das Angerdorf Probnitz liegt im Süden der historischen Region Oberschlesien. Der Ort liegt etwa sieben Kilometer südöstlich des Gemeindesitzes Zülz, etwa 13 Kilometer nordöstlich der Kreisstadt Prudnik und etwa 37 Kilometer südwestlich der Woiwodschaftshauptstadt Opole.
Probnitz liegt in der Nizina Śląska (Schlesische Tiefebene) innerhalb der Płaskowyż Głubczycki (Leobschützer Lößhügelland). Der Ort liegt an der Młynska (Mühlgraben), ein rechter Nebenfluss des Zülzer Wasser (poln. Biała).

### Nachbarorte
Nachbarorte von Probnitz sind im Norden Altzülz (Solec), im Nordosten Rosenberg (Rostkowice), im Osten Wilkau (Wilków), im Süden Nowy Browiniec (Deutsch Probnitz) und im Südwesten Olbersdorf (Olbrachcice).

## Geschichte

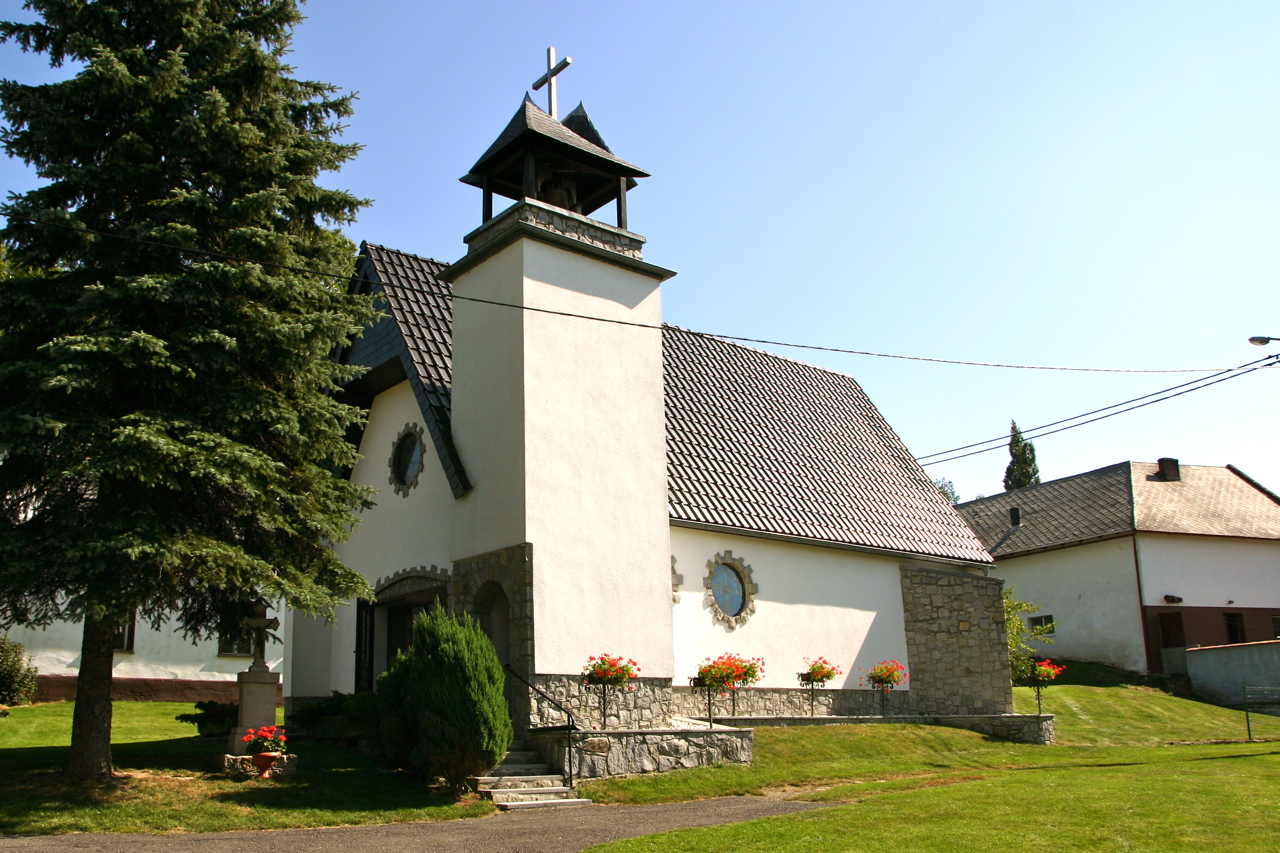
Kreuzerhöhungskirche

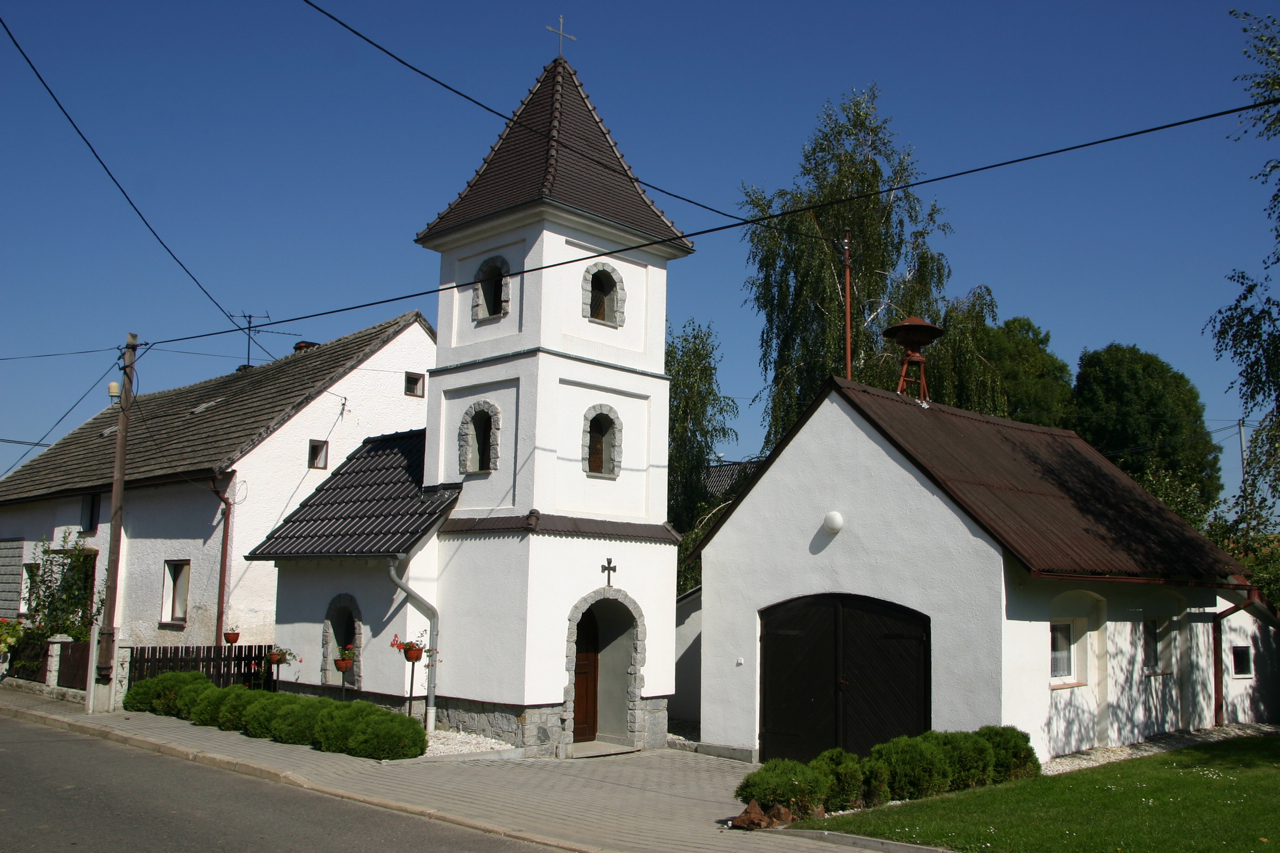
Kapelle mit Glockenturm

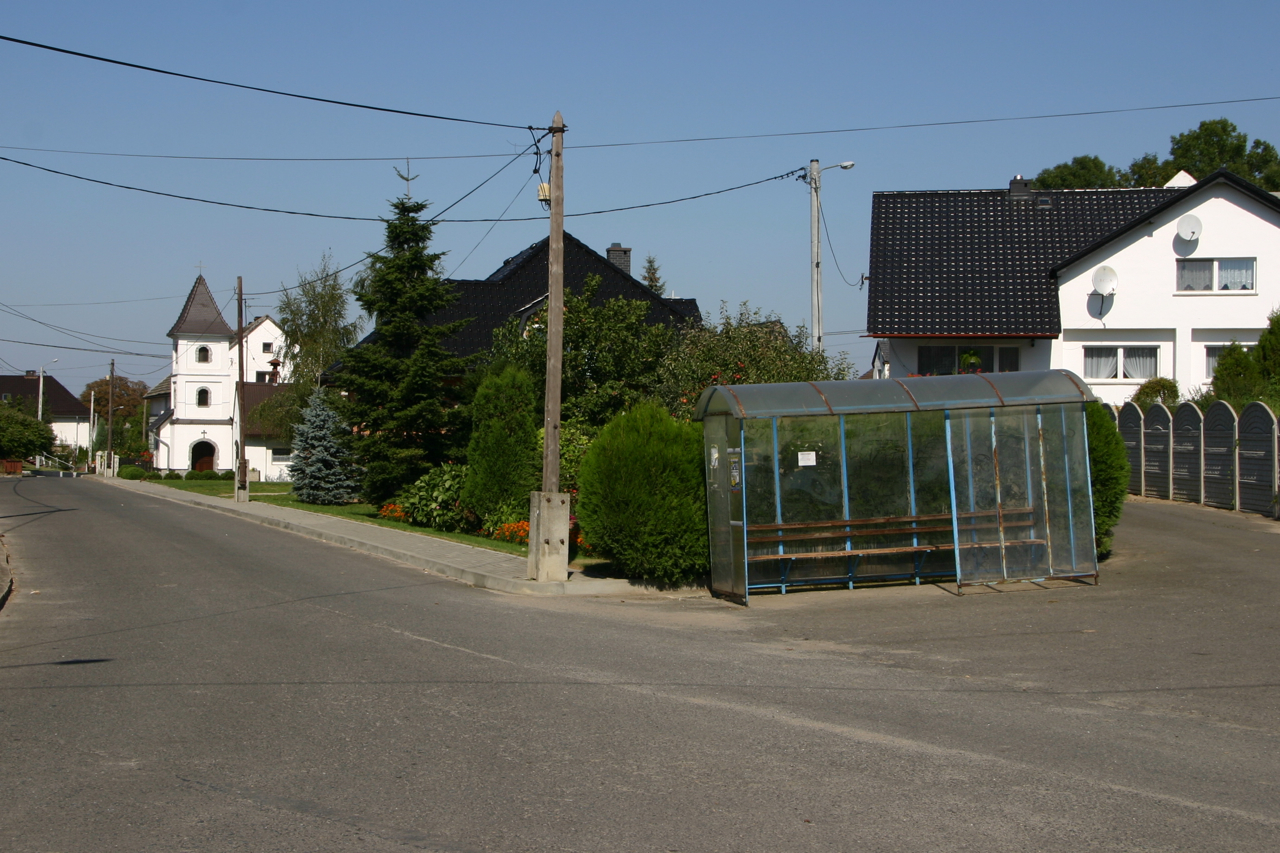
Dorfansicht

Der Ort wurde 1374 erstmals urkundlich als „Profencz“ erwähnt. 1379 erfolgte eine Erwähnung als Polonical profencz sowie 1534 als Polnisch Brownitz.
Nach dem Ersten Schlesischen Krieg 1742 gelangte Probnitz mit dem größten Teil Schlesiens an Preußen.
Nach der Neuorganisation der Provinz Schlesien gehörte die Landgemeinde Probnitz ab 1816 zum Landkreis Neustadt O.S. im Regierungsbezirk Oppeln. 1845 bestanden im Dorf eine Erbscholtisei sowie weitere 23 Häuser. Im gleichen Jahr lebten in Probnitz 551 Menschen, allesamt katholisch. 1855 lebten 235 Menschen in Probnitz. 1865 bestanden im Ort zehn Gärtnerstellen und neun Häuslerstellen. Eingepfarrt und eingeschult waren die Bewohner nach Altzülz. 1874 wurde der Amtsbezirk Simsdorf gegründet, welcher aus den Landgemeinden Alt Zülz, Polnisch Probnitz, Rosenberg und Simsdorf und dem Gutsbezirk Simsdorf bestand. 1885 zählte Probnitz 321 Einwohner.
Bei der Volksabstimmung in Oberschlesien am 20. März 1921 stimmten 184 Wahlberechtigte für einen Verbleib bei Deutschland und 35 für Polen. Polnisch Probnitz verblieb beim Deutschen Reich. Nachdem Ostoberschlesien an Polen abgetreten wurde, wurde der Ortsname in Probnitz geändert. 1933 lebten im Ort 285 Einwohner. Am 21. Juli 1936 wurde der Ort in Proben umbenannt. 1939 hatte Proben 284 Einwohner. Bis 1945 befand sich der Ort im Landkreis Neustadt O.S.
1945 kam der bisher deutsche Ort unter polnische Verwaltung und wurde in Browiniec Polski umbenannt und der Woiwodschaft Schlesien angeschlossen. 1950 kam der Ort zur Woiwodschaft Oppeln und war ab 1999 Teil des Powiat Prudnicki. Am 6. März 2006 wurde in der Gemeinde Zülz, der Probnitz angehört, Deutsch als zweite Amtssprache eingeführt. Am 24. November 2008 erhielt der Ort zusätzlich den amtlichen deutschen Ortsnamen Probnitz.

## Sehenswürdigkeiten
- Die römisch-katholische Kreuzerhöhungskirche (poln. Kościół filialny pw. Podwyższenia Krzyża Świętego) ist eine Filialkirche der Pfarrei in Alt-Zülz.
- Die Kapelle mit Glockenturm aus dem 18./19. Jahrhundert wurde 1948 unter Denkmalschutz gestellt.[9]
- Steinernes Wegekreuz
- Wegkreuze